# 신동혁 (축구 선수)
신동혁(1987년 7월 17일 ~ )은 대한민국의 축구 선수이며 포지션은 미드필더이다.

## 수상

### 클럽

#### 대전 시티즌
- K리그 챌린지
  - 우승 1회 : 2014